# Petrești, Argeș
Petrești este un sat în comuna Coșești din județul Argeș, Muntenia, România.